# Altenburg (Reutlingen-Altenburg)
Die Altenburg ist eine abgegangene Burg im Ortsteil Altenburg der Stadt Reutlingen im Landkreis Reutlingen in Baden-Württemberg.
Die Burg, die im Besitz des Grafen Werner von Achalm war, wurde 1070 abgerissen. Von der ehemaligen Burganlage, die über 3,50 Meter starke Mauern verfügte, ist nichts erhalten, die Burgstelle dient heute als Kirchhof.
Die frühmittelalterliche Befestigungsanlage – die als castellum onfridinga identifiziert, im Jahre 1896 ergraben wurden – erhob sich auf einer Hochterrasse, 32 m über dem Neckar und sicherte den Fährübergang der alten Reichsstraße Urach-Ermstal-Neckartal. Die Burg hatte die Form eines „verschobenen“ Rechtecks mit einer Grundfläche von ca. 120 auf 100 m. Die Mauern setzten sich aus Steinen zusammen, die in einem aus Lehm bestehenden Mörtelbett verlegt waren. Sie erwiesen sich zumeist als 2 m hoch und 3,3 m breit. Im östlichen Bereich waren sie mit fünf hervorspringenden, massiv gebauten, 4 auf 4 m messenden Türmen bewehrt. Etwa in der Mitte der Anlage konnten zwei unmittelbar benachbarte Gebäude mit 0,80 m starken Grundmauern ergraben werden. Bemerkenswert ist, dass die Altenburger Kapelle (die spätere St. Nikolauskirche) unmittelbar auf der einstigen Nordmauer ruhte. Auffallend ist die Bezeichnung „Im Hof“, beim heutigen Rathaus. Hier, wo bis 1973 auch eine Mühle stand, wird mit Recht der einstige Wirtschaftshof der Befestigungsanlage vermutet.